# Wey P8 GT
Der Wey P8 GT ist ein Plug-in-Hybrid-Fahrzeug der zu Great Wall Motor gehörigen chinesischen Automobilmarke Wey.

## Geschichte
Das fünfsitzige Sport Utility Vehicle debütierte auf der Guangzhou Auto Show im November 2018. Es basiert auf dem Wey P8, stellt aber eine sportlichere Version von diesem dar. Mit kleinen Überarbeitungen gegenüber dem P8 konnte der Normverbrauch des P8 GT von 2,1 l/100 km auf 1,6 l/100 km verringert und die elektrische Reichweite von 50 auf 70 km erhöht werden. Auf dem chinesischen Markt sollte das Fahrzeug im ersten Halbjahr 2019 eingeführt werden.

## Technische Daten
Angetrieben wird der P8 GT vom aus dem Wey VV7 bekannten Zweiliter-Ottomotor, der in Kombination mit zwei Elektromotoren 250 kW (340 PS) leistet. Das maximale Drehmoment gibt Wey mit 524 Nm an. Für die Beschleunigung auf 100 km/h soll das SUV 6,5 Sekunden benötigen, die elektrische Reichweite wird mit 70 km angegeben.
| Kenngrößen                                  | Wey P8 GT                       |
| Bauzeitraum                                 | 2019                            |
| Motorkenndaten                              |                                 |
| Motortyp                                    | R4-Ottomotor + 2 Elektromotoren |
| Motoraufladung                              | Turbolader                      |
| Hubraum                                     | 1967 cm³                        |
| max. Leistung E-Motoren                     | 172 kW (234 PS) bei 5500/min    |
| max. Leistung E-Motoren                     | 15 kW (20 PS) + 85 kW (116 PS)  |
| Leistung Gesamtsystem                       | 250 kW (340 PS)                 |
| max. Drehmoment max. Drehmoment E-Motor     | 360 Nm bei 2200–4000/min        |
| max. Drehmoment max. Drehmoment E-Motor     | 195 Nm                          |
| Drehmoment Gesamtsystem                     | 524 Nm                          |
| Kraftübertragung                            |                                 |
| Antrieb, serienmäßig                        | Allradantrieb                   |
| Getriebe, serienmäßig                       | 6-Gang-Doppelkupplungsgetriebe  |
| Messwerte                                   |                                 |
| Höchstgeschwindigkeit                       | 210 km/h                        |
| Beschleunigung, 0–100 km/h                  | 6,5 s                           |
| Kraftstoffverbrauch auf 100 km (kombiniert) | 1,6 l Super                     |
| Tankinhalt                                  | 45 l                            |
| maximale Reichweite                         |                                 |
| elektrische Reichweite                      | 70 km                           |